# São Nicolau (Cap-Vert)
Pour les articles homonymes, voir São Nicolau.
São Nicolau (en créole capverdien : Saniklau ou Son Niklau) est l'une des îles de Barlavento situées au nord de l'archipel du Cap-Vert ; elle est à l'est de l'île de Santa Luzia.

## Histoire
Son peuplement débute au XVIIe siècle. Fertile, elle est rapidement couverte de plantations et produit même, outre l'élevage, du vin et du café. Mais, des vagues de sécheresse et des invasions de sauterelles freinent sa prospérité et la population émigre dans les îles voisines.
Entre le XVIe et le XIXe siècle, elle est aussi victime des pirates qui la ravagent et forcent ses habitants à s'installer dans les terres, notamment à Ribeira Brava. Une forteresse est alors construite à Preguiça.

## Géographie
Cette île montagneuse mesure 50 km de long et 25 km de large pour une superficie d’environ 343 km2. Elle est sujette à des sécheresses, surtout dans les zones les plus basses. Elle est montagneuse mais intègre des cultures agricoles. Le point culminant de l'île est le Monte Gordo (1 312 m), dans la moitié ouest de l'île. La partie orientale est une chaîne de montagnes plus basses, dont le Monte Bissau et le Pico de Alberto.

## Localités
- Baixo de Rocha
- Belém
- Barril
- Cabeçalinho
- Cachaço
- Caleijão
- Calhaus
- Campo
- Carriçal
- Carvoeiros
- Castilhano
- Covada
- Estância de Brás
- Fajã de Baixo
- Fajã de Cima
- Fontainhas
- Hortelão
- Jalunga
- Juncalinho
- Morro Brás
- Praia Branca
- Preguiça
- Queimadas
- Ribeira Funda
- Ribeira da Ponta
- Ribeira Brava
- Ribeira Prata
- Tarrafal de São Nicolau

## Démographie
Depuis 1890, l'évolution démographique de São Nicolau a été :
| 1890   | 1930   | 1940   | 1950   | 1960   | 1970   | 1980   |
| ------ | ------ | ------ | ------ | ------ | ------ | ------ |
| 12 425 | 10 753 | 14 827 | 10 316 | 13 894 | 16 308 | 13 572 |

| 1990   | 2000   | 2010   | - | - | - | - |
| ------ | ------ | ------ | - | - | - | - |
| 13 557 | 13 661 | 12 817 | - | - | - | - |

| Histogramme de l'évolution démographique de São Nicolau |        |
| \| 1890 \| 12 425 \| \| 1930 \| 10 753 \| \| 1940 \| 14 827 \| \| 1950 \| 10 316 \| \| 1960 \| 13 894 \| \| 1970 \| 16 308 \| \| 1980 \| 13 572 \| \| 1990 \| 13 557 \| \| 2000 \| 13 661 \| \| 2010 \| 12 817 \| |        |
| 1890 | 12 425 |
| 1930 | 10 753 |
| 1940 | 14 827 |
| 1950 | 10 316 |
| 1960 | 13 894 |
| 1970 | 16 308 |
| 1980 | 13 572 |
| 1990 | 13 557 |
| 2000 | 13 661 |
| 2010 | 12 817 |

## Transports

### Transport aérien
L'île est desservie par l'aérodrome de Preguiça, situé entre Ribeira Brava et Preguiça.

### Transport maritime
Le port de Tarrafal de São Nicolau, a des liaisons par traversier vers les îles de São Vicente (Mindelo) et Santiago (Praia).

### Transport routier

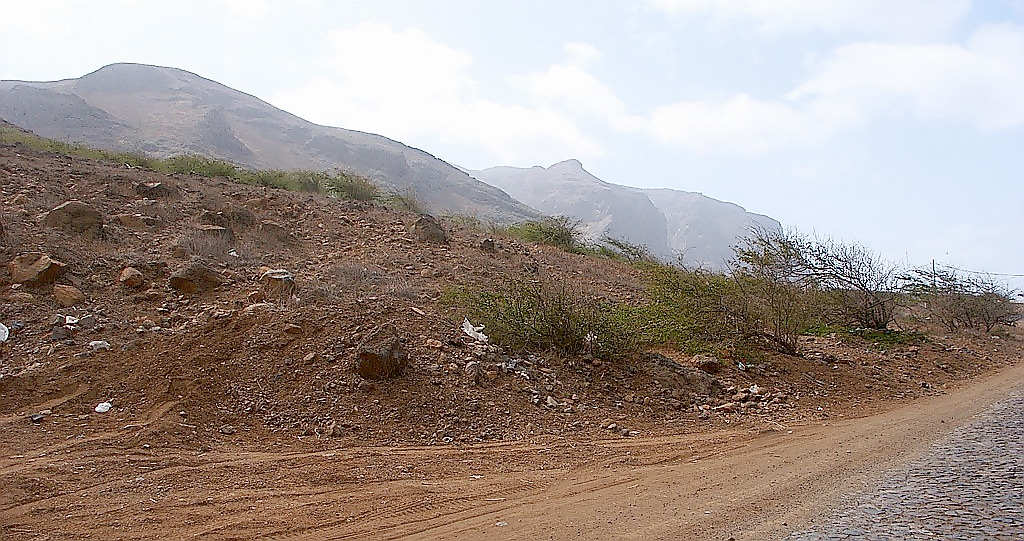
Une route pavée avec vue sur la montagne de l'île.

La longueur du réseau routier de l'île est de 108,76 km, dont 92,73 km pour 7 routes nationales et 16,03 km pour 9 routes municipales.
São Nicolau est desservi par les routes suivantes:
| Route    | Parcours                                                                 | Longueur |
| -------- | ------------------------------------------------------------------------ | -------- |
| EN1-SN01 | Ribeira Brava - Carvoeiros - Cachaço - Tarrafal de São Nicolau           | 15,85 km |
| EN2-SN01 | Ribeira Brava - Aérodrome de Preguiça                                    | 3,68 km  |
| EN3-SN01 | Tarrafal de São Nicolau - Ponta do Barril - Praia Branca - Ribeira Prata | 18,60 km |
| EN3-SN02 | Ribeira Brava - Juncalinho - Carriçal                                    | 37,20 km |
| EN3-SN03 | Aérodrome de Preguiça - Preguiça                                         | 3,00 km  |
| EN3-SN04 | Ribeira Brava - Agua das Patas                                           | 3,00 km  |
| EN3-SN05 | Cachaço - Monte Gordo                                                    | 1,40 km  |
| EN3-SN06 | Carvoeiros - Queimadas - Fajã de Baixo                                   |          |
| EN3-SN07 | Ribeira Brava - Caleijão - Aérodrome de Preguiça                         |          |

## Personnalités
- Teófilo Chantre, chanteur
- Baltasar Lopes da Silva, écrivain